# Грмљавинска астма
Грмљавинска астма један је од облик напада астме изазиван директно дејства локалне олује праћене грмљавином. За ову астму се сматра да је изазвана грмљавином, што није добро схваћено глобално, јер се посматра као појава која настаје, у врло специфичним условима, у којима постоји шанса да грмљавина и муња могу повећати симптоме код оних са поленском кијавицом. Да ли је то због протока ваздуха или муње која цепа зрна полена, прерано је рећи, јер је овај облик астме у фази активног истраживања.

## Назив
Термин грмљавинска астма  (у медијима названа грмљавинска грозница или поленска бомба) за сада нема научну основу, јер су истраживања у овој области још у току.

## Историја
Грмљавинска астма се проучава више од 40 година, када су раних 1980-их, брзи скокови изненадних напада астме повезани са поремаћајима у атмосфери (олујама са грмљавином) у Великој Британији, Аустралији, Италији и Сједињеним Америчким Државама, али и у другим земљама.

## Етиопатогенеза
Феномен је први пут препознат и проучаван након три догађаја у коме је дошло до наглог скока броја пацијената са напдом астме, 1980-их у Бирмингему и Мелбурну 1987. и 1989. године. Тада је утвржено да грмљавинска астма, представља посебну везу између алергијске сензибилизације и спољашњег климатског фактора.
Докази о повезаности напада астме са грмљавином су прилично чврсти“ ... тврди Проф Азиз Шеик, кодиректор Центра за примењена истраживања за астму у Великој Британији, који сарађује са 14 универзитета. 
На то указује податак да се грмљавинска астма може изненада јавити у пролеће или лето када у ваздуху има пуно полена траве, а време је топло, суво, ветровито и олујно са честом грмљавином. 
Пролећно време са грмљавином може проузроковати да се поленова зрна распрсну у ситне комаде, које ветар онда разноси око нас. Када људи са алергијом на полен удишу ове мале комадиће полена, они их уносе дубоко у плућа и изазвају напад астме.
Заговорници ове теорије сматрају да јака киша ветар и грмљавина доводе до високе влажности у ваздуху. У таквим условима поленова зрнца упијају влагу и смањују величину, што омогућава да се распадну у много мањих фрагмента, који се лако распршују ветром. Када се отвори, свако зрно полена може ослободити више од 500 гранула које изазивају алергију. Они падају назад на земљу у хладним силазним струјама и, пошто су много мањи од честица полена, могу се удахнути дубоко у плућа у којима честице могу изазвати тешке нападе астме код људи који пате од алергије на полен.
Док се већа зрна полена филтрирају носним длачицама, мале честице полена могу проћи између ових длачица и ући у плућа, изазивајући напад астме.

## Епидемиологија
Бронхијална астма, чија је преваленца око 5-10% широм света [ 1, 2 ], велики је здравствени проблем (у свим старосним групама) за пацијенте, њихове породице и заједницу. Респираторни симптоми повезани са астмом узрокују ограничење свакодневне активности са последичним одсуством из редовних животних активности. 
Највећа позната епидемија астме поклопила се са јаком грмљавином у Лондону 24. јуна 1994. година, када се у периоду од 30 сати почев од 18 часова те вечери, када је 640 пацијената са астмом или другим дисајним проблемима преплавило је одељења хитне помоћи и болнице. У нормалним условима, особље би очекивало само 60-ак пацијената са астмом. Више од 100 их је примљено, а петоро је завршило на интензивној нези. 
Потом је у Мелбурну, у две узастопне олује са грмљавином забележено десетоструко повећање броја случајева астме 1992. године, наводи се у извештају градског медицинског центра Монаш. 
Од тада, раширеније појаве астме са грмљавином пријављене регистроване су у Вога Воги (Аустралија), Лондону (Енглеска), Напуљу (Италија), Атланти (САД) и Ахвазу (Иран). 
Забележени напад астме који се догодио у Мелбурну у новембру 2016. године, због броја жртава, преоптеретио је систем хитне помоћи и локалне болнице, у којима је најмање 6 особа умрло.
Послњедњи забележени напади догили су се 1. децембар 2016. у градовима Кувајт и Ријад, у емирату Кувајт и Саудијској Арабији. 
До сада је познато десетак масовних напада грмљавинске астме, које су приказане на доњој табели: 
| Р.бр | Град           | Држава                     | Календар              |
| ---- | -------------- | -------------------------- | --------------------- |
| 1.   | Бирмингем      | Енглеска                   | 6—7. јул 1983.        |
| 2.   | Мелбурн        | Аустралија                 | новембар 1987.        |
| 3.   | Мелбурн        | Аустралија                 | 29—30. новембар 1989. |
| 4.   | Лондон         | Енглеска                   | 24—25. јул 1994.      |
| 5.   | Вога Вога      | Аустралија                 | 30. октобар 1997.     |
| 6.   | Напуљ          | Италија                    | 4. јун 2004.          |
| 7.   | Мелбурн        | Аустралија                 | 25. новембар 2010.    |
| 8.   | Ахваз          | Иран                       | 2. новембар 2013.     |
| 9.   | Мелбурн        | Аустралија                 | 21. новембар 2016.    |
| 10.  | Кувајт и Ријад | Кувајт и Саудијска Арабија | 1. децембар 2016.     |

### Ко је склон грмљавинској астми?
Грмљавинску астму могу да добију особе које се нађу на отвореном простору у време удара ветра непосредно пре грмљавине, односно у дане када има пуно полена у ваздуху и ако су алергични на полен љуља. У ту ризичну групу спадају особе са:
- астмом чији се симптоми погоршавају у пролеће,
- астмом које су алергичне на полен трава,
- астмом који пате од поленске грознице у пролеће.
- пролећном поленском грозницом, чак и ако им није утврђено да имају астму.

## Клиничка слика
У клиничкој слици грмљавинске астме доминирају ови симптоми:
- кратак дах,
- стезање у грудима
- пискање током дисања,
- упорни кашаљ.

## Терапија
Ако су симптоми умерени или благи, терапију треба започети инхалаторим за ублажавање астме, или се даје било који лек за спречавање поленске грознице, као што је спреј за нос који садржи кортикостероид или антихистаминик.
Ако су проблеми са дисањем озбиљни, особа мора затражите хитну помоћ – и одмах започети терапију инхалатором за ублажавати напад астме.
Различите обећавајуће терапијске опције за ову врсту астме су тренутно у развоју и пролазе кроз клиничка испитивања за лечење тешке астме, укључујући агенсе против интерлеукина (меполизумаб, бенрализумаб, реслизумаб, дупилумаб, бродалумаб, лебрикизумаб).

## Превенција
Особе са ризиком од грмљавинске астме требало би увек да носе са собом лек за ублажавање астме током сезоне полена.
Да током пролећа превентивно узимају лек за спречавање астме.
У време временских непогода особе склоне грмљавинској астми трелало би да:
- остану у кући, посебно када је ветровито и пре кише,
- затворе врата и прозоре,
- ако је клима уређај укључен, подесите га на рециркулацију ваздуха
- користе маску за лице која штите од ситних честица полена које изазивају грмљавинску астму.